# 松前大島灯台
松前大島灯台（まつまえおおしまとうだい）は北海道松前郡松前町の西方沖の渡島大島（松前大島）に建つ灯台。ニュープロド社製の繊維強化プラスチック (FRP) 灯台である。

## 歴史
- 1982年（昭和57年）8月12日 - 初点灯